# Station Oslo-Østbanen
 Station Oslo-Østbanen  is een voormalig station in de Noorse hoofdstad Oslo. Tot de opening van het centraal station in 1980 was Østbanestasjon het belangrijkste station van de stad, en daarmee ook van het land. Het station werd gebouwd in samenhang met de opening van de eerste spoorlijn in het land: Hovedbanen. Het werd ontworpen door de van oorsprong Duitse architecten Heinrich E. Schirmer en Wilhelm von Hanno. Østbanestasjon was het eindpunt van de lijnen naar Oslo vanuit het oosten. Naast Hovedbanen waren dat onder meer Kongsvingerbanen en Østfoldbanen.
Het stationsgebouw van Østbanen staat direct naast het nieuwe station aan Jernbanetorget. Na de opening van Oslo-S verloor het stationsgebouw zijn functie. De oude stationshal is tegenwoordig in gebruik als winkelcentrum.